# Skip Thomas
Skip Thomas (7 de fevereiro de 1950 - 24 de julho de 2011) foi um jogador profissional de futebol americano estadunidense.

## Carreira
Skip Thomas foi campeão da temporada de 1976 da National Football League jogando pelo Oakland Raiders.